# Golf d'Étretat
Le golf d'Étretat  est un parcours de golf situé à Étretat (Seine-Maritime), en bordure de la Manche. 

## Images

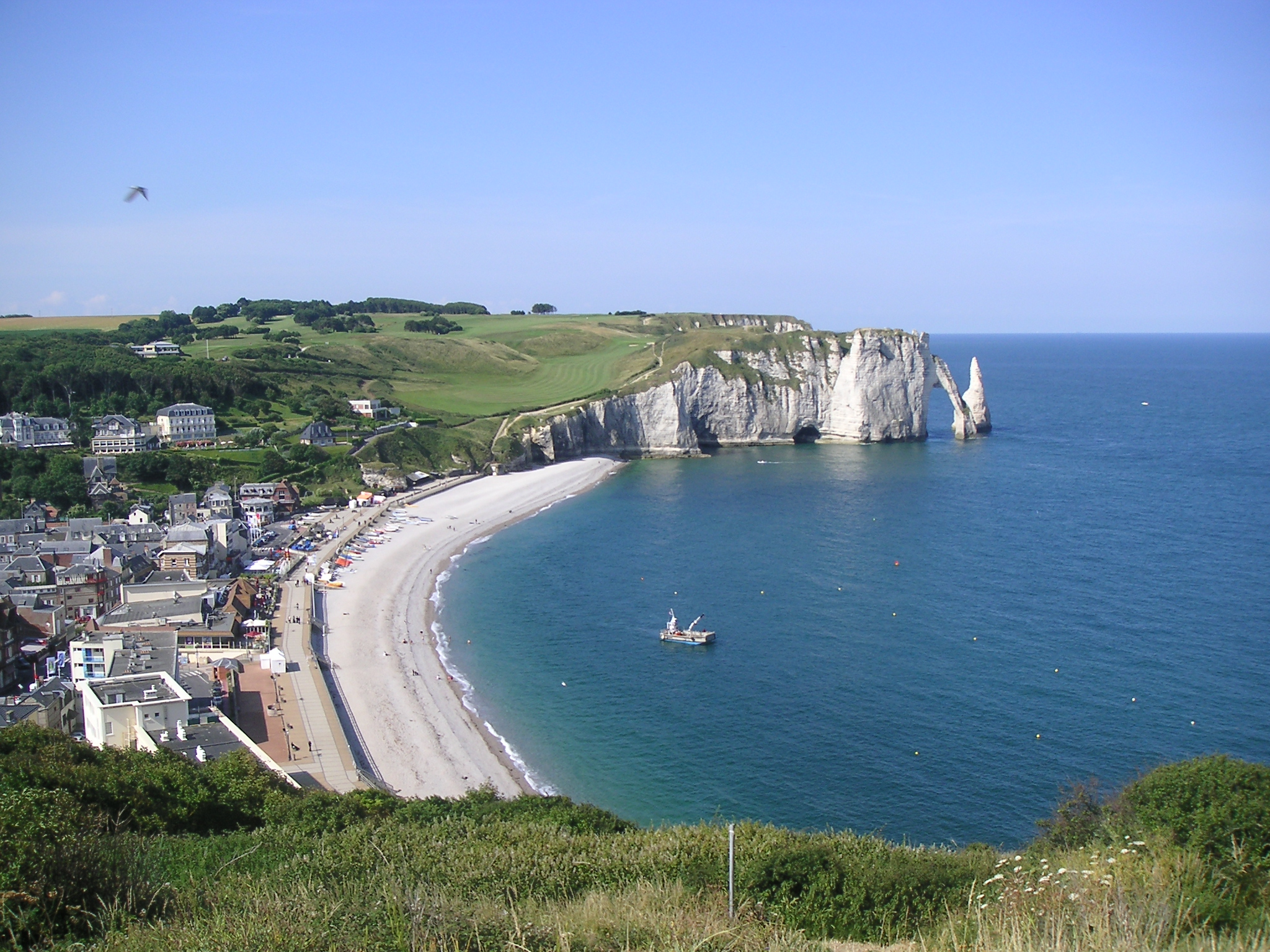
Golf et baie d'Étretat.
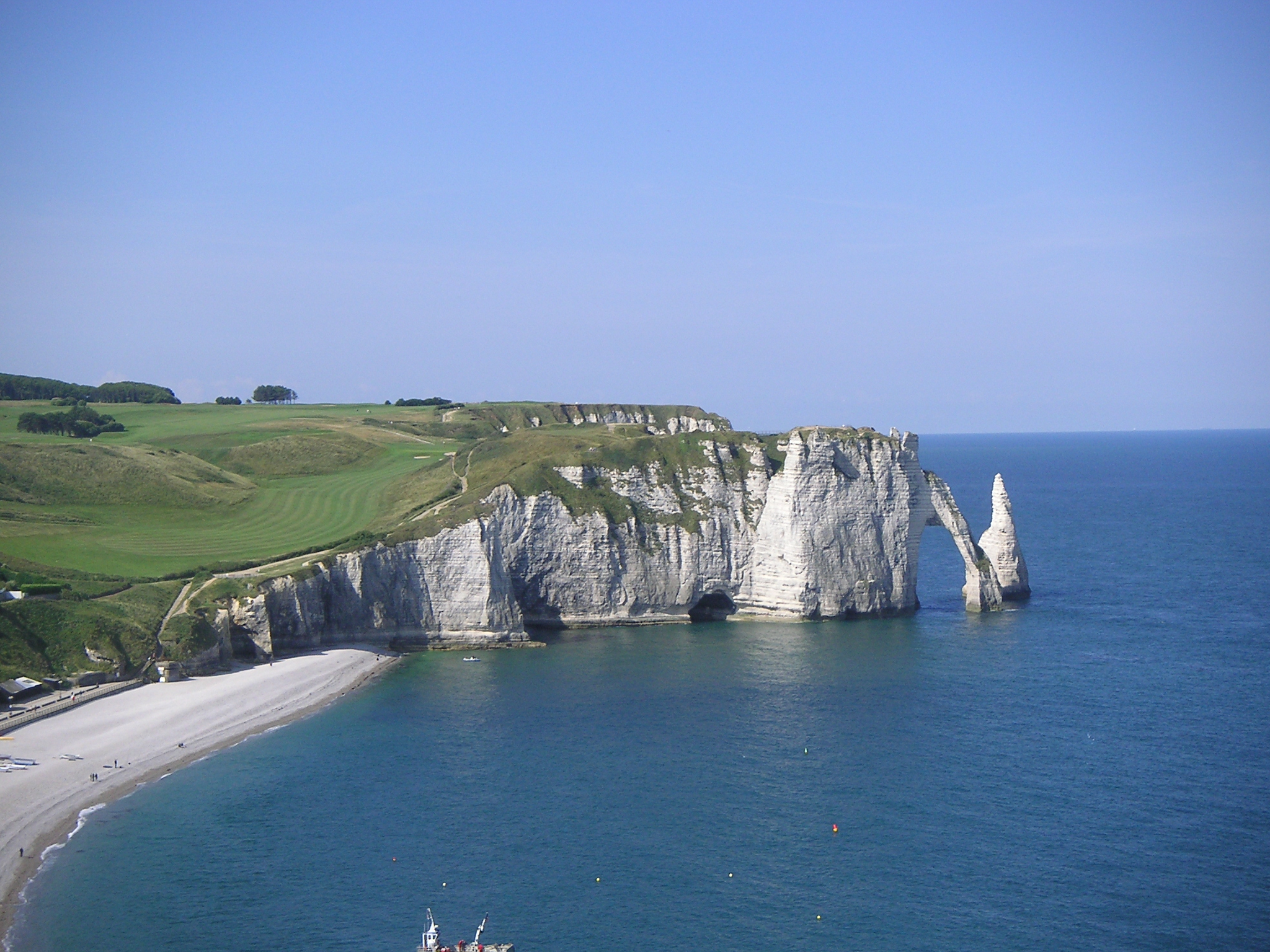
Zoom sur le fairway du golf d'Étretat.